# Malta op de Olympische Zomerspelen 1936
Malta nam deel aan de Olympische Zomerspelen 1936 in Berlijn, Duitsland. Ook de tweede olympische deelname bleef zonder medailles.

## Deelnemers en resultaten

### Atletiek
| Olympiër                  | Discipline | Resultaat | Prestatie     |
| ------------------------- | ---------- | --------- | ------------- |
| Alfred Bencini            | 100m (m)   | series    | serie 8: 5de  |
| Austin Cassar-Torreggiani | 100m (m)   | series    | serie 12: 5de |
| Paul Pace                 | 400m (m)   | DNS       | niet gestart  |

### Waterpolo
| Olympiër | Discipline | Resultaat | Prestatie                                                                             |
| --- | ---------- | --------- | ------------------------------------------------------------------------------------- |
| Jack Frendo Azzopardi Joseph Demicoli Alfred Lanzon Frank Wismayer Pippo Schembri Babsie Podestá Sydney Scott Wilfred Podestá Jimmy Chetcuti | mannen     | 16e       | groep 2: 4de V van Hongarije: 0-12 V van Groot-Brittannië: 2-8 V van Joegoslavië: 0-7 |

### Zwemmen
| Olympiër       | Discipline          | Resultaat | Prestatie    |
| -------------- | ------------------- | --------- | ------------ |
| Pippo Schembri | 200m schoolslag (m) | DNS       | niet gestart |

Afghanistan · Argentinië · Australië · België · Bermuda · Bolivia · Brazilië · Brits-Indië · Bulgarije · Canada · Chili · Colombia · Costa Rica · Denemarken · Duitsland · Egypte · Estland · Filipijnen · Finland · Frankrijk · Griekenland · Groot-Brittannië · Hongarije · IJsland · Italië · Japan · Joegoslavië · Letland · Liechtenstein · Luxemburg · Malta · Mexico · Monaco · Nederland · Nieuw-Zeeland · Noorwegen · Oostenrijk · Peru · Polen · Portugal · Republiek China · Roemenië · Tsjecho-Slowakije · Turkije · Uruguay · Verenigde Staten · Zuid-Afrika · Zweden · Zwitserland